# 莱克莱
莱克莱（法語：Les Clefs，法語發音：[le kle]）是法国上萨瓦省的一个市镇，属于阿讷西区。

## 地理
莱克莱（45°51'40"N, 6°19'41"E）面积18.47 平方千米，位于法国奥弗涅-罗讷-阿尔卑斯大区上萨瓦省，该省份为法国东部省份，历史上为薩伏依的一部分，北与瑞士接壤，西接安省，南至萨瓦省，东与瑞士和意大利接壤。
与莱克莱接壤的市镇（或旧市镇、城区）包括：馬尼戈、塞拉瓦勒、塔卢瓦尔-蒙曼、托讷。

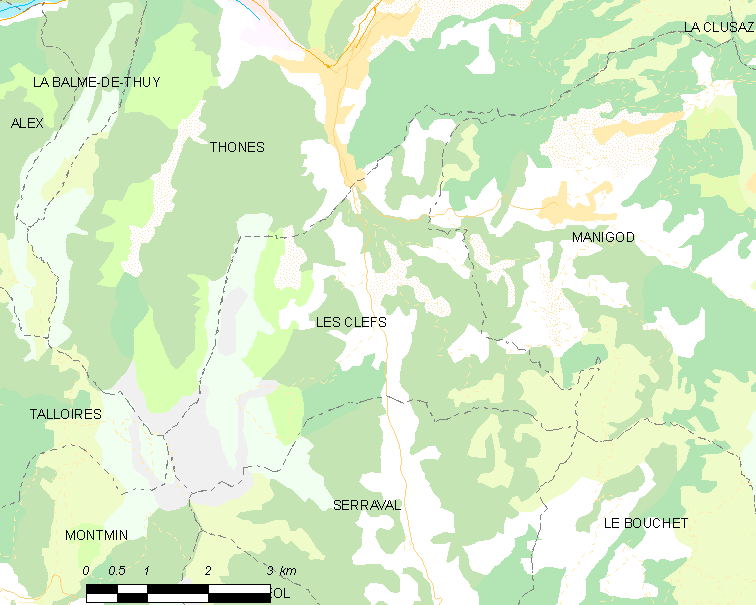
莱克莱的OSM定位图

莱克莱的时区为UTC+01:00、UTC+02:00（夏令时）。

## 行政
莱克莱的邮政编码为74230，INSEE市镇编码为74079。

## 政治
莱克莱所属的省级选区为法韦日-塞特内县。

## 人口

1962-2008年间莱克莱人口变化图示

莱克莱于2022年1月1日时的人口数量为704人。